# Scatella sanctipauli
Scatella sanctipauli är en tvåvingeart som beskrevs av Ignaz Rudolph Schiner 1868. Scatella sanctipauli ingår i släktet Scatella och familjen vattenflugor. Inga underarter finns listade i Catalogue of Life.